# Kemkemia
Kemkemia es un género representado por una única especie de crocodiliforme, que vivió a mediados del período Cretácico, hace aproximadamente 95 millones de años, en el Cenomaniense, en lo que es hoy África. Descrito a partir de un solo espécimen recobrado en 1999 en Marruecos por un equipo italiano que buscaba invertebrados fósiles. 
La especie tipo, Kemkemia auditorei, fue nombrado en 2009 por los paleontólogos italianos Andrea Cau y  Simone Maganuco y su holotipo, una sola vértebra caudal casi completa, MSNM V6408. Esta vértebra media 60.48 milímetros de largo y 33.81 de alto. El nombre genérico hace referencia al Lecho de Kem Kem y el nombre de la especie al ilustrador paleontológico italiano Marco Auditore. 
Los autores, debido a la morfología general de la vértebra, en especial la bien desarrollada espina vertebral, consideraron originalmente que era posible que Kemkemia perteneciera a Neoceratosauria, pero debido a los restos limitados lo han asignado cautelosamente a un más general Neotheropoda incertae sedis. Sin embargo, los autores más tarde descubrieron que era un crocodiliforme, no un terópodo inusual.
Kemkemia fue un predador con un cuerpo de alrededor de 5 metros de largo, y dado que la vértebra no es muy robusta, probablemente era de constitución ligera. La longitud de la especie podría ser extrapolada porque el espécimen es el de un adulto. El fósil representa una de las pocas vértebras de crocodiliformes encontrados en el lecho Kem Kem, que ha producido algunos de los depredadores de mayor tamaño conocido, como Spinosaurus, Carcharodontosaurus y Deltadromeus.